# Języki paleobałkańskie
Języki paleobałkańskie – zróżnicowany zbiór starożytnych języków, które były używane głównie na terenach Bałkanów (stąd ich nazwa), a część z nich także w Azji Mniejszej oraz Italii. Należą one (z wyjątkiem języka pelazgijskiego, którego status nie został ustalony) do języków indoeuropejskich. W większości znane są jedynie z niewielkiej liczby źródeł pisanych (a w niektórych przypadkach wyłącznie z nazw miejscowych lub imion), z związku z czym ich dokładne stanowiska filogenetyczne w obrębie rodziny są przedmiotem wielu spekulacji oraz kontrowersji.

## Przynależność
wenetyjski
     ilirski(e)
     peoński
     mesapijski
     grecki (klasyczny)
     dacki
     tracki
     frygijski

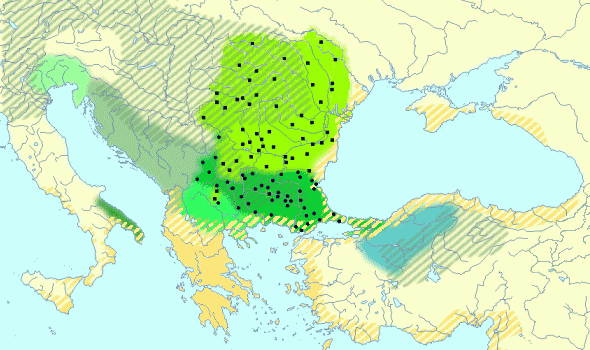
Przybliżony zasięg geograficzny wybranych języków paleobałkańskich między V a I w. p.n.e. Obszary kreskowane oznaczają ekspansję celtycką (zielone) i grecką (żółte). Kwadracikami oznaczono dackie nazwy miejscowe, kółeczkami – trackie

Do paleobałkańskich zaliczane są takie języki jak:
- dacki† (lub gecki[a]);
- frygijski†;
- grecki (jego dawne stadia rozwojowe);
- ilirski†;
- liburnijski†;
- mesapijski†;
- myzyjski†;
- panoński†;
- pelazgijski†;
- peoński†;
- staromacedoński†[b];
- tracki†;
- wenetyjski†.

## Klasyfikacja
Dacki i tracki wchodziły w skład kompleksu trackiego, będącego zespołem dialektów jednego lub większej liczby języków. Dacki bywa uważany za bliski trackiemu lub za jego odmianę, choć Glottolog klasyfikuje oba jako odrębne języki o nieustalonej pozycji. Dawniej przydzielano je do dwóch różnych grup – dacki umieszczano w gałęzi dako-myzyjskiej (której pozostałością jakoby miał być język albański), a tracki zestawiano z ormiańskim w języki tracko-ormiańskie. Według zaś alternatywnej hipotezy były określane jako „bałtoidalne” – rzekomo zbliżone do języków bałtyckich, a być może nawet należące do nich.
Do grupy tracko-ormiańskiej zaliczano w starszej literaturze również język frygijski (używany w Azji Mniejszej), który był uważany za spokrewniony z dialektami trackimi. W XXI w. językoznawcy odrzucają tę hipotezę i wskazują na jego bliższe związki z grupą helleńską, umieszczając go bezpośrednio w niej bądź też postulując istnienie szerszej kategorii grecko-frygijskiej. Do tej drugiej włączony również został słabo zaświadczony myzyjski – aczkolwiek jedynie jako dialekt frygijskiego. Niewiele też wiadomo o peońskim, przez co niemożliwe jest ustalenie jego związków z innymi językami; najczęściej spekuluje się, że należał on do kompleksu ilirskiego. Nie jest jednak pewne, czy dialekty wchodzące w skład tego ostatniego tworzyły zaledwie jeden język, czy też większą ich liczbę. Odrębnym językiem ilirskim, a nie tylko dialektem, mógł być panoński.
Z ilirskimi jest łączony również mesapijski (którym mówiono na terenach dzisiejszej Apulii we Włoszech) – bądź jako jeden z ich dialektów, bądź też jako blisko spokrewniony z nimi język, z którymi miałby tworzyć odrębną grupę iliro-mesapijską. Bywały one także zestawiane wraz z trackimi w większą kategorię języków tracko-ilirskich. Niektórzy badacze uważają, że z jednego z języków lub dialektów Ilirów wywodzi się język albański. Tezy tej nie da się jednak obecnie zweryfikować, gdyż ilirskie ślady językowe zachowały się niemal wyłącznie w imionach i nazwach miejscowych. Wreszcie wenetyjski (z terenów dzisiejszych północno-wschodnich Włoch), który bywa sytuowany w grupie italskiej jako jej odrębna gałąź. Proponowane jest jego pokrewieństwo z sąsiednim językiem liburnijskim, jednak brakuje na to mocniejszych dowodów.
Natomiast trudności w klasyfikacji nie sprawiają języki grecki i staromacedoński. Są one umieszczane w grupie helleńskiej – bądź jako języki siostrzane, bądź też staromacedoński bywa uznawany za dialekt starożytnej greki†. Rozważano również miejsce przedgreckiego języka pelazgijskiego, lecz dotychczasowe próby udowodnienia jego indoeuropejskiego charakteru kończyły się porażką.